# 티케

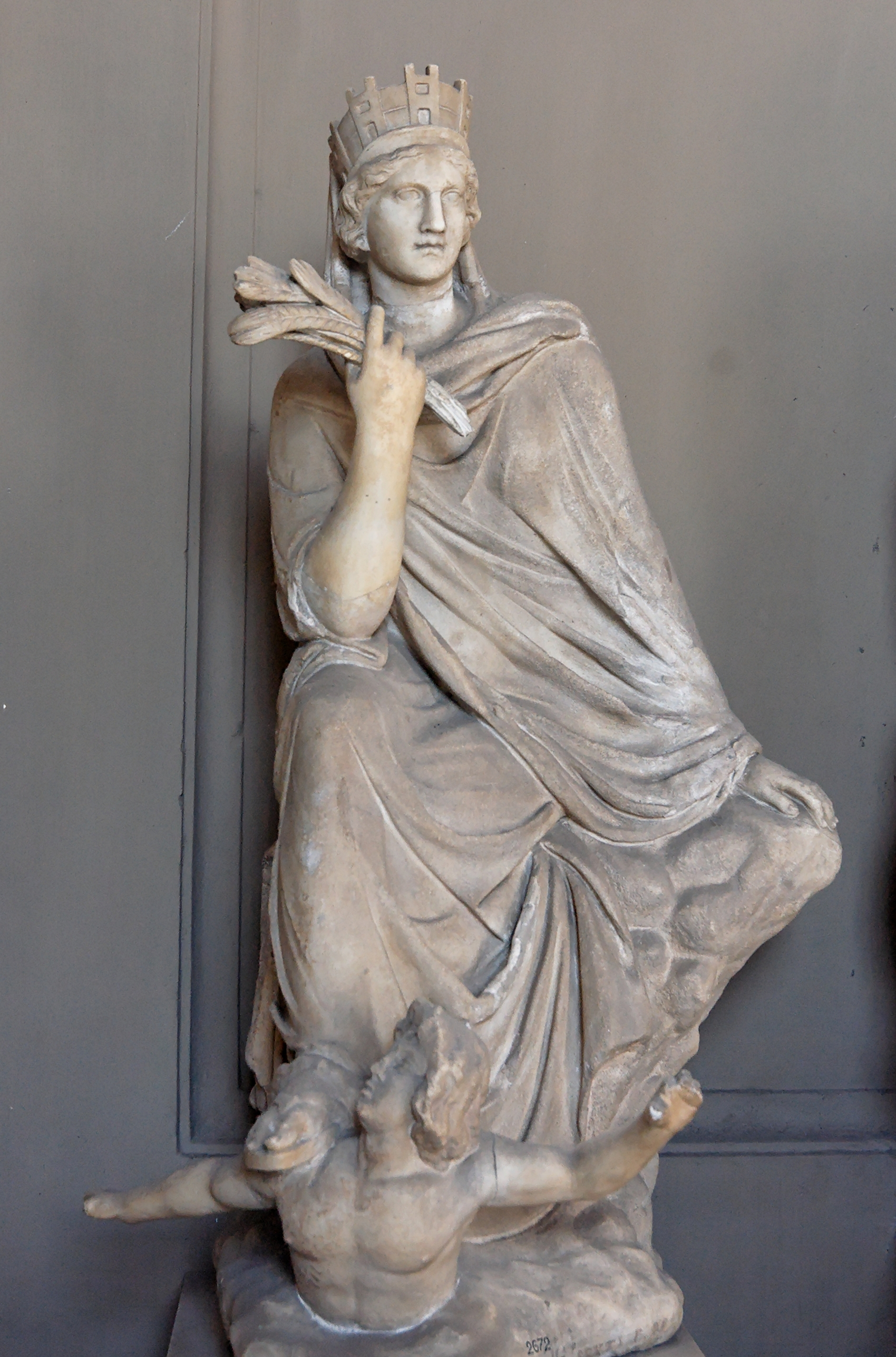
안티오크의 티케. 에우티키데스의 동상의 복제품. 바티칸 미술관 소장.

티케(고대 그리스어: Τύχη ‘행운’[*])는 고대 그리스 신화에 나오는 여신이다. 한 도시의 번영과 운명을 지키는 수호신이었다. 로마의 포르투나와 대응된다.